# Zlaté maliny za rok 2001
22. výroční Zlatá malina byla vyhlášena v Abracadabra Theater v kalifornském městě Santa Monica 23. března 2002. Tom Green porušil tradici a osobně přijal pět sošek za film Freddyho úlet.

## Nominace
| Kategorie                                          | Nominace (vítěz tučně)                                                             |
| -------------------------------------------------- | ---------------------------------------------------------------------------------- |
| Nejhorší film                                      | Freddyho úlet (20th Century Fox)                                                   |
| Nejhorší film                                      | Formule! (Franchise Pictures/Warner Bros.)                                         |
| Nejhorší film                                      | Stát se hvězdou (20th Century Fox/Columbia)                                        |
| Nejhorší film                                      | Pearl Harbor (Touchstone)                                                          |
| Nejhorší film                                      | 3000 mil na útěku (Franchise Pictures/Warner Bros.)                                |
| Nejhorší herec                                     | Tom Green ve filmu Freddyho úlet                                                   |
| Nejhorší herec                                     | Ben Affleck ve filmu Pearl Harbor                                                  |
| Nejhorší herec                                     | Kevin Costner ve filmu 3000 mil na útěku                                           |
| Nejhorší herec                                     | Keanu Reeves ve filmu Hardball/Tvrdá hra a Listopadová romance                     |
| Nejhorší herec                                     | John Travolta ve filmech Malý svědek a Swordfish: Operace Hacker                   |
| Nejhorší herečka                                   | Mariah Carey ve filmu Stát se hvězdou                                              |
| Nejhorší herečka                                   | Penélope Cruz ve filmech Kokain, Mandolína kapitána Corelliho a Vanilkové nebe     |
| Nejhorší herečka                                   | Angelina Jolie ve filmech Lara Croft – Tomb Raider a Sedmý hřích                   |
| Nejhorší herečka                                   | Jennifer Lopez ve filmech Policajtka a Svatby podle Mary                           |
| Nejhorší herečka                                   | Charlize Theron ve filmu Listopadová romance                                       |
| Nejhorší herec ve vedlejší roli                    | Charlton Heston ve filmech Jako kočky a psi, Planeta opic a Taková rodinná romance |
| Nejhorší herec ve vedlejší roli                    | Max Beesley ve filmu Stát se hvězdou                                               |
| Nejhorší herec ve vedlejší roli                    | Burt Reynolds ve filmu Formule!                                                    |
| Nejhorší herec ve vedlejší roli                    | Sylvester Stallone ve filmu Formule!                                               |
| Nejhorší herec ve vedlejší roli                    | Rip Torn ve filmu Freddyho úlet                                                    |
| Nejhorší herečka ve vedlejší roli                  | Estella Warren ve filmech Formule! a Planeta opic                                  |
| Nejhorší herečka ve vedlejší roli                  | Drew Barrymoreová ve filmu Freddyho úlet                                           |
| Nejhorší herečka ve vedlejší roli                  | Courteney Cox ve filmu 3000 mil na útěku                                           |
| Nejhorší herečka ve vedlejší roli                  | Julie Hagerty ve filmu Freddyho úlet                                               |
| Nejhorší herečka ve vedlejší roli                  | Goldie Hawn ve filmu Taková rodinná romance                                        |
| Nejhorší pár na plátně                             | Tom Green a jakékoliv zvíře, které zneužívá ve filmu Freddyho úlet                 |
| Nejhorší pár na plátně                             | Ben Affleck a buď Kate Beckinsale, nebo Josh Hartnett ve filmu Pearl Harbor        |
| Nejhorší pár na plátně                             | Výstřih Mariah Carey ve filmu Stát se hvězdou                                      |
| Nejhorší pár na plátně                             | Burt Reynolds a Sylvester Stallone ve filmu Formule!                               |
| Nejhorší pár na plátně                             | Kurt Russell a buď Kevin Costner, nebo Courteney Cox ve filmu 3000 mil na útěku    |
| Nejhorší prequel, remake, rip-off nebo pokračování | Planeta opic (20th Century Fox)                                                    |
| Nejhorší prequel, remake, rip-off nebo pokračování | Krokodýl Dundee v Los Angeles (Paramount)                                          |
| Nejhorší prequel, remake, rip-off nebo pokračování | Jurský park 3 (Universal)                                                          |
| Nejhorší prequel, remake, rip-off nebo pokračování | Pearl Harbor (Touchstone)                                                          |
| Nejhorší prequel, remake, rip-off nebo pokračování | Listopadová romance (Warner Bros.)                                                 |
| Nejhorší režie                                     | Tom Green za film Freddyho úlet                                                    |
| Nejhorší režie                                     | Michael Bay za film Pearl Harbor                                                   |
| Nejhorší režie                                     | Peter Chelsom (a Warren Beatty) za film Taková rodinná romance                     |
| Nejhorší režie                                     | Vondie Curtis-Hall za film Stát se hvězdou                                         |
| Nejhorší režie                                     | Renny Harlin za film Formule!                                                      |
| Nejhorší scénář                                    | Freddyho úlet napsal Tom Green a Derek Harvie                                      |
| Nejhorší scénář                                    | Formule!, scénář Sylvester Stallone, příběh o Jan Skrentny & Neal Tabachnick       |
| Nejhorší scénář                                    | Stát se hvězdou, scénář Kate Lanier, příběh o Cheryl L. West                       |
| Nejhorší scénář                                    | Pearl Harbor, napsal Randall Wallace                                               |
| Nejhorší scénář                                    | 3000 mil na útěku, napsali Richard Recco a Demian Lichtenstein                     |